# Syllitus grammicus
Syllitus grammicus là một loài bọ cánh cứng trong họ Cerambycidae.